# Roslags-Bro socken
Roslags-Bro socken i Uppland ingick i Bro och Vätö skeppslag, ingår sedan 1971 i Norrtälje kommun och motsvarar från 2016 Roslags-Bro distrikt.
Socknens areal är 116,51 kvadratkilometer, varav 109,00 land. År 2000 fanns här 1 167 invånare.  Sockenkyrkan Roslags-Bro kyrka ligger i socknen.  

## Administrativ historik
Socknen har medeltida ursprung, före 1 januari 1886 (ändring enligt beslut den 17 april 1885) med namnet Bro socken. Innan ändringen hade dock bruket av namnet Roslags-Bro förekommit. Omkring 1330 utbröts Vätö socken.
Vid kommunreformen 1862 övergick socknens ansvar för de kyrkliga frågorna till Roslags-Bro församling och för de borgerliga frågorna till Roslags-Bro landskommun. Landskommunen inkorporerades 1952 i Lyhundra landskommun som 1971 uppgick i Norrtälje kommun. Församlingen uppgick 2010 i Roslagsbro-Vätö församling.
1 januari 2016 inrättades distriktet Roslags-Bro, med samma omfattning som församlingen hade 1999/2000.  
Socknen har tillhört län, fögderier, tingslag och domsagor enligt vad som beskrivs i artikeln Bro och Vätö skeppslag. De indelta soldaterna tillhörde Livregementets dragonkår, Roslags skvadron. De indelta båtsmännen tillhörde Södra Roslags 1:a båtsmanskompani.

## Geografi
Roslags-Bro socken ligger nordost om Norrtälje med Norrtäljeviken i söder, Brosjön i väster och når i öster ut till Bagghusfjärden. Socknen är en sjörik kuperad skogrik trakt med odlingsbygd i dalar i gamla fjärdsystem.

## Fornlämningar
Från bronsåldern finns spridda gravrösen. Från järnåldern finns 50 gravfält och en fornborg. Fem runstenar finns i socknen.

## Namnet
Namnet skrevs 1322 Bro och syftar på en bro över Broströmmen vid kyrkan.